# Edmund Hottenroth
Pour les articles homonymes, voir Hottenroth.
Edmund Hottenroth, né le 9 octobre 1804 à Blasewitz près de Dresde et mort le 13 avril 1889 à Rome, est un peintre paysagiste allemand de la période romantique tardive. Les frères Woldemar et Edmund Hottenroth sont des représentants typiques du romantisme tardif de Dresde.

## Biographie

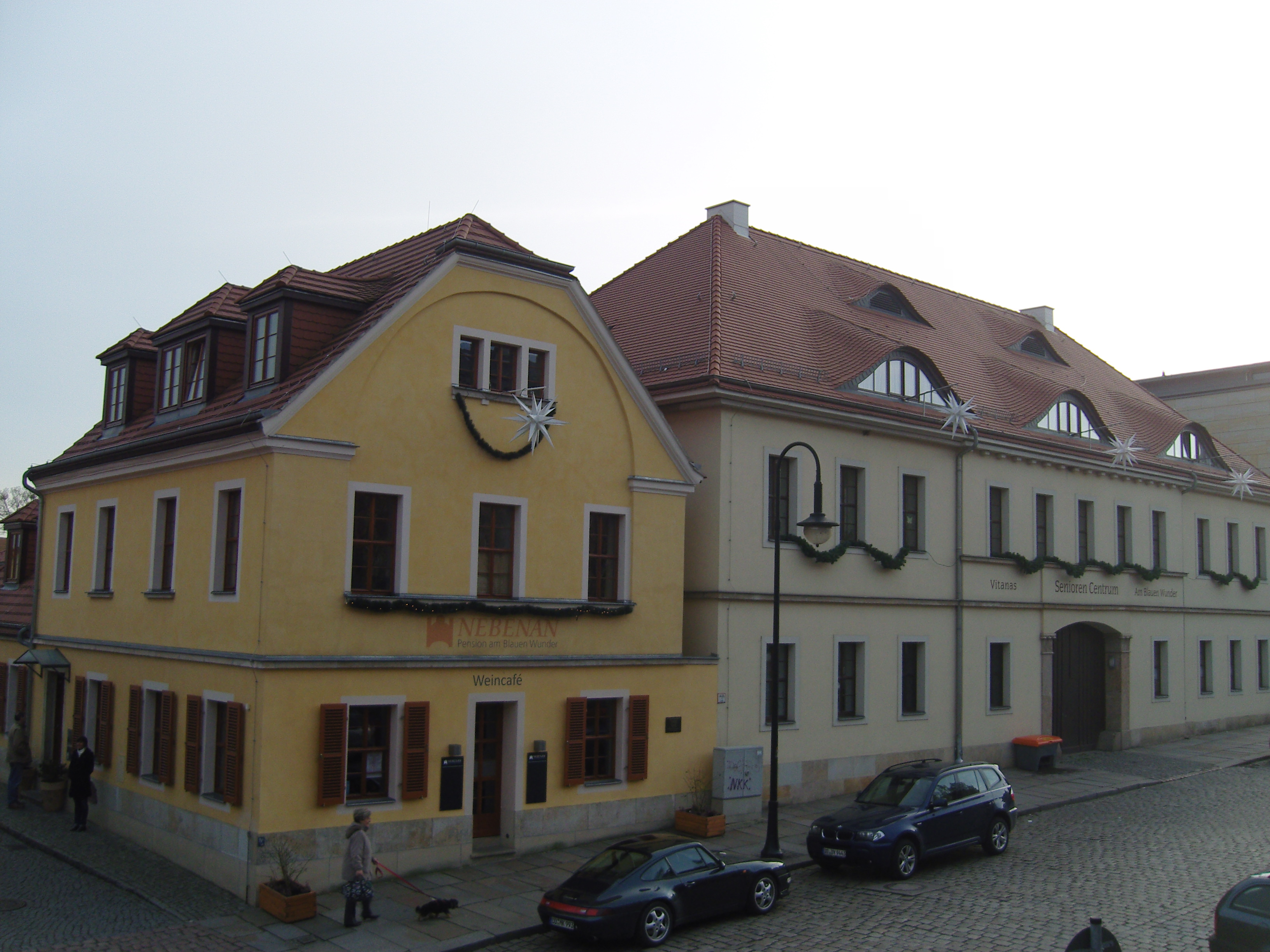
Geburtshaus von Edmund Hottenroth in Blasewitz

Edmund Hottenroth est le fils du valet Franz Aloys Hottenroth et de Josepha Hottenroth, née Busetti. Leurs ancêtres sont des marchands italiens venus à Dresde pendant la construction de la Cathédrale de la Sainte-Trinité.
Il fréquente d'abord  l'école catholique de Dresde, puis fait un apprentissage de commerçant. Il apprend à dessiner et à peindre lui-même, avec Caspar David Friedrich et Johann Clausen Dahl, entre autres. Avec son frère Woldemar, il entreprend un voyage dans les monts des Géants et en Bohême en 1826. À partir de 1829, il est à Paris (également avec son frère) jusqu'en 1830, après quoi il commence son voyage d'études en Italie. À Rome, ils font partie du cercle des artistes germano-romains et sont instruits entre autres par Joseph Anton Koch et Johann Christian Reinhart.
Alors que son frère rentre en Allemagne en 1844, Edmund reste à Rome et se consacre à la peinture de paysage, ses œuvres comprennent la conception du Caffè Greco à Rome. Il meurt en 1889 à Rome et y est inhumé.

## Œuvres
- Kreuz in den Volkser Bergen

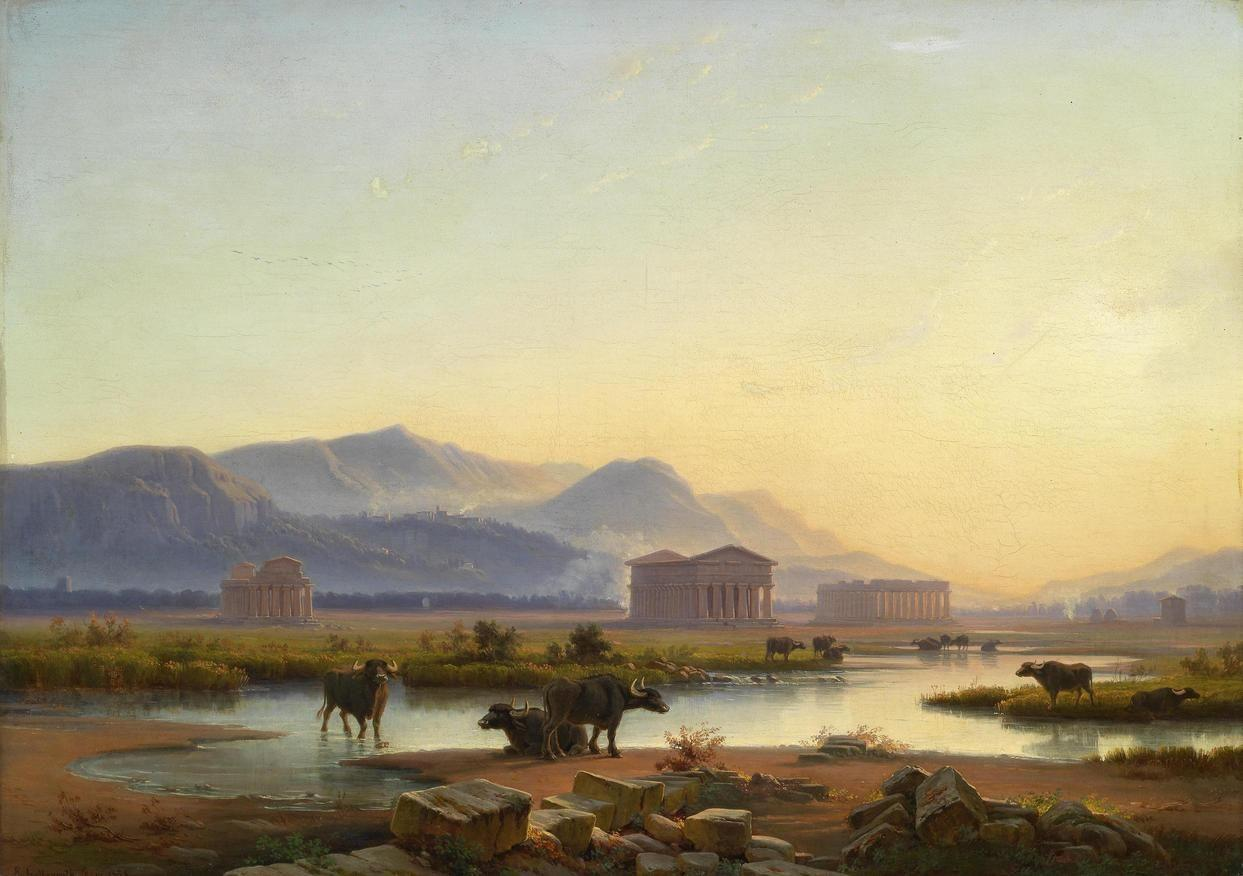
Wasserbüffel in der Campagna, 1854

- 1829: Selbstbildnis mit Bruder Woldemar
- 1830: Brandung
- 1837: Italienische Landschaft mit Fischerbooten an der Küste
- 1851: In der römischen Campagna
- 1853: Campagnalandschaft
- 1854: Wasserbüffel in der Campagna
- 1856: Das Kolosseum vom Palatin